# 마이크로소프트 오피스 픽처 매니저
마이크로소프트 오피스 픽처 매니저(Microsoft Office Picture Manager)는 마이크로소프트 오피스 2003부터 사용된 프로그램으로 오피스 97부터 오피스 XP까지 지원했던 마이크로소프트 포토 에디터를 대신한다. 이 프로그램은 오피스 픽처 라이브러리 2003이라는 이름으로 나왔지만, 베타 2부터 마이크로소프트 오피스 픽처 매니저로 바뀐 후 현재의 모습을 유지하고 있다.

## 기능
마이크로소프트 오피스 픽처 매니저는 자르기, 크기 바꾸기, 이미지 파일 포맷 바꾸기 등의 기능이 있다. 이미지 파일의 압축률을 설정하면서 화질도 더 좋게 할 수 있다. 그 외에도 이 프로그램은 강조, 그림자 등의 기능이 있다.

## 같이 보기
- 그림판
- 마이크로소프트 포토드로
- 그림판 3D
- 윈도우 필수 패키지
- 윈도우 사진 갤러리
- 윈도우 사진 뷰어